# Stenelmis williami
Stenelmis williami är en skalbaggsart som beskrevs av Schmude. Stenelmis williami ingår i släktet Stenelmis och familjen bäckbaggar. Inga underarter finns listade i Catalogue of Life.